# Sao Nữ

Bản đồ Nữ Tú

Sao Nữ, Nữ Tú (Chữ Hán: 女宿, bính âm: Nǚ Xiù) hay Nữ Thổ Bức (女土蝠) là một trong hai mươi tám chòm sao Trung Quốc cổ đại (nhị thập bát tú). Nó là chòm sao thứ ba trong 7 chòm sao thuộc về Huyền Vũ ở phương Bắc, tượng trưng cho Thổ của Ngũ hành.

## Các sao
Sao Nữ có 8 mảng sao với 55 sao như sau: 
| Tên Hán-Việt  | Chữ Hán | Ý nghĩa                                                                  | Chòm sao hiện đại  | Số sao | Tên sao |
| ------------- | ------- | ------------------------------------------------------------------------ | ------------------ | ------ | --- |
| Nữ            | 女      | Còn gọi là Tu Nữ, nữ thợ dệt vải. Là thân hình rùa hoặc rắn của Huyền Vũ | Bảo Bình           | 4      | ε Aqr, μ Aqr, 4 Aqr, 3 Aqr |
| Thập Nhị Quốc | 十二國  | Mười hai nước thời Chiến Quốc.                                           | Ma Kết             | 16     | Chu: η Cap, 21 Cap; Tần: θ Cap, 30 Cap; Đại: ι Cap, 38 Cap; Triệu: 26 Cap, 27 Cap; Việt: 19 Cap; Tề: χ Cap; Sở: φ Cap; Trịnh: 20 Cap; Ngụy: 33 Cap; Hàn: 35 Cap; Tấn: 36 Cap; Yên: ζ Cap; |
| Li Châu       | 離珠    | Trang sức trên người phụ nữ.                                             | Thiên Ưng/Bảo Bình | 5      | 70 Aql, l Aql, 1 Aqr, 69 Aql |
| Bại Qua       | 敗瓜    | Quả dưa thối.                                                            | Hải Đồn            | 5      | ε Del, η Del, θ Del, ι Del, κ Del |
| Hồ Qua        | 瓠瓜    | Loại dưa màu xanh trắng.                                                 | Hải Đồn            | 5      | α Del, γ Del, δ Del, β Del, ζ Del |
| Thiên Tân     | 天津    | Đò hay cầu vượt qua Ngân Hà.                                             | Thiên Nga          | 9      | γ Cyg, δ Cyg, 30 Cyg, α Cyg, ν Cyg, τ Cyg, υ Cyg, ζ Cyg, ε Cyg |
| Hề Trọng      | 奚仲    | Hề Trọng là người phát minh ra xe ngựa, thuộc dòng tộc Hoàng Đế.         | Thiên Nga          | 4      | κ2 Cyg, ι2 Cyg, θ Cyg, c Cyg |
| Phù Khuông    | 扶筐    | Khí cụ/giỏ đựng lá dâu.                                                  | Thiên Long         | 7      | 46 Dra, 45 Dra, 49 Dra, ο Dra, 48 Dra, 49 Dra, 51 Dra |

### Sao bổ sung
| Mảng sao            | +1     | +2              | +3     | +4     | +5        | +6         | +7     | +8     | +9    | +10    | +11    | +12    | +13    | +14    | +15    | +16    | +17    | +18    | +19    | +20    | +21    | +22    | +23    | +24    | +25    | +26    | +27    | +28   | +29    | +30   | +31    | +32    | +33    | +34    | +35    | +36    | +37    | +38    | +39   | +40   | Ghi chú |
| ------------------- | ------ | --------------- | ------ | ------ | --------- | ---------- | ------ | ------ | ----- | ------ | ------ | ------ | ------ | ------ | ------ | ------ | ------ | ------ | ------ | ------ | ------ | ------ | ------ | ------ | ------ | ------ | ------ | ----- | ------ | ----- | ------ | ------ | ------ | ------ | ------ | ------ | ------ | ------ | ----- | ----- | ------- |
| Nữ                  | 5 Aqr  | 11 Aqr          | 10 Aqr | 12 Aqr | 7 Aqr     |            |        |        |       |        |        |        |        |        |        |        |        |        |        |        |        |        |        |        |        |        |        |       |        |       |        |        |        |        |        |        |        |        |       |       |         |
| Li Châu             | 68 Aql |                 |        |        |           |            |        |        |       |        |        |        |        |        |        |        |        |        |        |        |        |        |        |        |        |        |        |       |        |       |        |        |        |        |        |        |        |        |       |       |         |
| Bại Qua             | 1 Del  | 14 Del          | 13 Del |        |           |            |        |        |       |        |        |        |        |        |        |        |        |        |        |        |        |        |        |        |        |        |        |       |        |       |        |        |        |        |        |        |        |        |       |       |         |
| Hồ Qua              | 10 Del | 15 Del          | 16 Del | 17 Del | 29 Vul    | HIP 101909 | γ1 Del | 17 Del |       |        |        |        |        |        |        |        |        |        |        |        |        |        |        |        |        |        |        |       |        |       |        |        |        |        |        |        |        |        |       |       |         |
| Thiên Tân           | 14 Cyg | 19 Cyg          | 22 Cyg | 25 Cyg | 27 Cyg    | 28 Cyg     | 29 Cyg | 36 Cyg | p Cyg | 40 Cyg | 44 Cyg | 42 Cyg | 47 Cyg | 35 Cyg | 39 Cyg | 41 Cyg | 48 Cyg | 49 Cyg | 52 Cyg | 27 Cyg | 26 Cyg | 28 Cyg | 30 Cyg | 31 Cyg | 32 Cyg | 69 Cyg | 70 Cyg | σ Cyg | 61 Cyg | λ Cyg | 56 Cyg | 57 Cyg | 55 Cyg | ω2 Cyg | ω1 Cyg | 43 Cyg | ο2 Cyg | ο1 Cyg | T Cyg | T Cyg |         |
| Hề Trọng            | 7 Cyg  | 20 Cyg          | 26 Cyg | 33 Cyg | HIP 98073 | 23 Cyg     | 31 Cyg |        |       |        |        |        |        |        |        |        |        |        |        |        |        |        |        |        |        |        |        |       |        |       |        |        |        |        |        |        |        |        |       |       |         |
| Phù Khuông          | 36 Dra | 42 Dra (Fafnir) | 54 Dra | 53 Dra |           |            |        |        |       |        |        |        |        |        |        |        |        |        |        |        |        |        |        |        |        |        |        |       |        |       |        |        |        |        |        |        |        |        |       |       |         |
| Đại (Thập Nhị Quốc) | 37 Cap | 41 Cap          |        |        |           |            |        |        |       |        |        |        |        |        |        |        |        |        |        |        |        |        |        |        |        |        |        |       |        |       |        |        |        |        |        |        |        |        |       |       |         |